# Кайсері
Кайсері (тур. Kayseri, грец. Καισάρεια/Кесарія, вірм. Մաժաք/Мажак) — місто в Туреччині, адміністративний центр ілу Кайсері, біля північного підніжжя вулкана Ерджіяс.

## Клімат
Місто знаходиться у зоні, котра характеризується середземноморським кліматом. Найтепліший місяць — липень із середньою температурою 21.1 °C (70 °F). Найхолодніший місяць — січень, із середньою температурою -2.2 °С (28 °F).
| Клімат Кайсері          | Клімат Кайсері | Клімат Кайсері | Клімат Кайсері | Клімат Кайсері | Клімат Кайсері | Клімат Кайсері | Клімат Кайсері | Клімат Кайсері | Клімат Кайсері | Клімат Кайсері | Клімат Кайсері | Клімат Кайсері | Клімат Кайсері |
| Показник                | Січ.           | Лют.           | Бер.           | Квіт.          | Трав.          | Черв.          | Лип.           | Серп.          | Вер.           | Жовт.          | Лист.          | Груд.          | Рік            |
| Абсолютний максимум, °C | 16             | 19             | 27             | 28             | 31             | 36             | 37             | 39             | 36             | 30             | 23             | 18             | 39             |
| Середній максимум, °C   | 2              | 5              | 10             | 16             | 21             | 25             | 28             | 29             | 25             | 20             | 11             | 5              | 16             |
| Середня температура, °C | −2             | 0              | 5              | 10             | 14             | 17             | 21             | 21             | 17             | 12             | 5              | 0              | 10             |
| Середній мінімум, °C    | −6             | −4             | −1             | 4              | 7              | 10             | 12             | 12             | 8              | 4              | 0              | −3             | 3              |
| Абсолютний мінімум, °C  | −23            | −26            | −21            | −8             | −2             | 2              | 5              | 3              | −1             | −7             | −17            | −21            | −26            |
| Норма опадів, мм        | 30             | 30             | 30             | 50             | 40             | 40             | 0              | 0              | 10             | 20             | 30             | 30             | 360            |
| ----------------------- | -------------- | -------------- | -------------- | -------------- | -------------- | -------------- | -------------- | -------------- | -------------- | -------------- | -------------- | -------------- | -------------- |
| Джерело: Weatherbase    |                |                |                |                |                |                |                |                |                |                |                |                |                |

## Історія
У древні часи місто було відоме як Кесарія Каппадокійська, Цезарея, Мазака та Евсевія. Був резиденцією каппадокських царів, центром поширення християнства. Потім, після входження Каппадокії у римську провінцію (8 рік), перейменована Тіберієм в Кесарію та служила місцем карбування римських монет у Азії. Після розділення Каппадокії на провінції при імператорові Валенті, Кесарія стала столицею Cappadociae primae. У IV столітті місцеву кафедру займав святитель Василій Великий. Місто захоплене турками-сельджуками у 1080 році. Протягом більш ніж 200 років входило до складу Румського султанату. Приєднане до імперії Османа у 1515 році.

## Населення
1813 року у місті проживало 25 000 людей з них: 1500 вірмени, 300 греки і 150 євреї.
У 1914 році в місті Кайсері проживало 18 907 вірмен, що становило 35% від загальної кількості населення. Вірмени, за винятком тих, хто раніше прийняв іслам, були або вбиті, або вигнані під час геноциду вірмен. Грецькі православні жителі міста були депортовані з 1919 по 1921 рік у рамках обміну населенням між новою незалежною Турецькою Республікою та Королівством Греція.

## Кухня

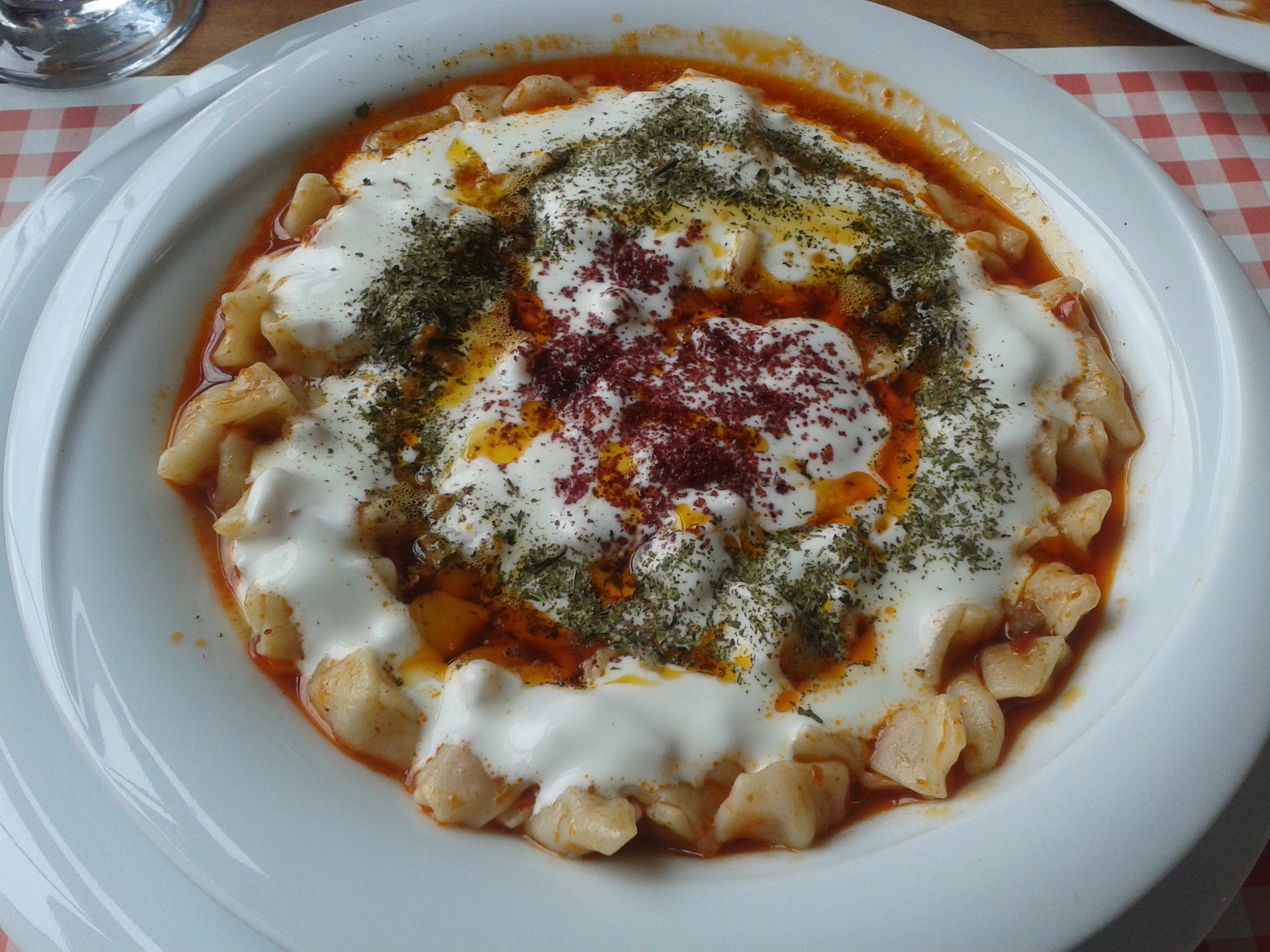
Кайсері манти

Манти - одна з найпопулярніших страв Кайсері. Місто пропонує кілька кулінарних страв, зокрема манти, пастирма та сучук. Ще одна фірмова страва – фаршировані квіти цукіні, приготовані з кьофте, часником і спеціями. Невзіне - традиційний десерт.

## Спорт
У місті було дві професійні футбольні команди Кайсеріспор і Кайсері Ерджіясспор, які одночасно грали в Суперлігі.

## Відомі люди
Римський політичний діяч другої половини IV століття Софроній походив із  Кесарії Каппадокійської. Тут жила християнська свята і мучениця Христина Кесарійська. Народилися Макрина Молодша і святий Василій Великий.

## Міста-побратими
Кайсері місто-побратим:
- Хомс, Сирія[5]
- Крефельд, Німеччина
- Маруа, Камерун
- Мішкольц, Угорщина
- Мостар, Боснія та Герцеговина
- Павлодар, Казахстан
- Саарбрюкен, Німеччина
- Шуша, Азербайджан[6]
- Йон'їн, Південна Корея

## Світлини

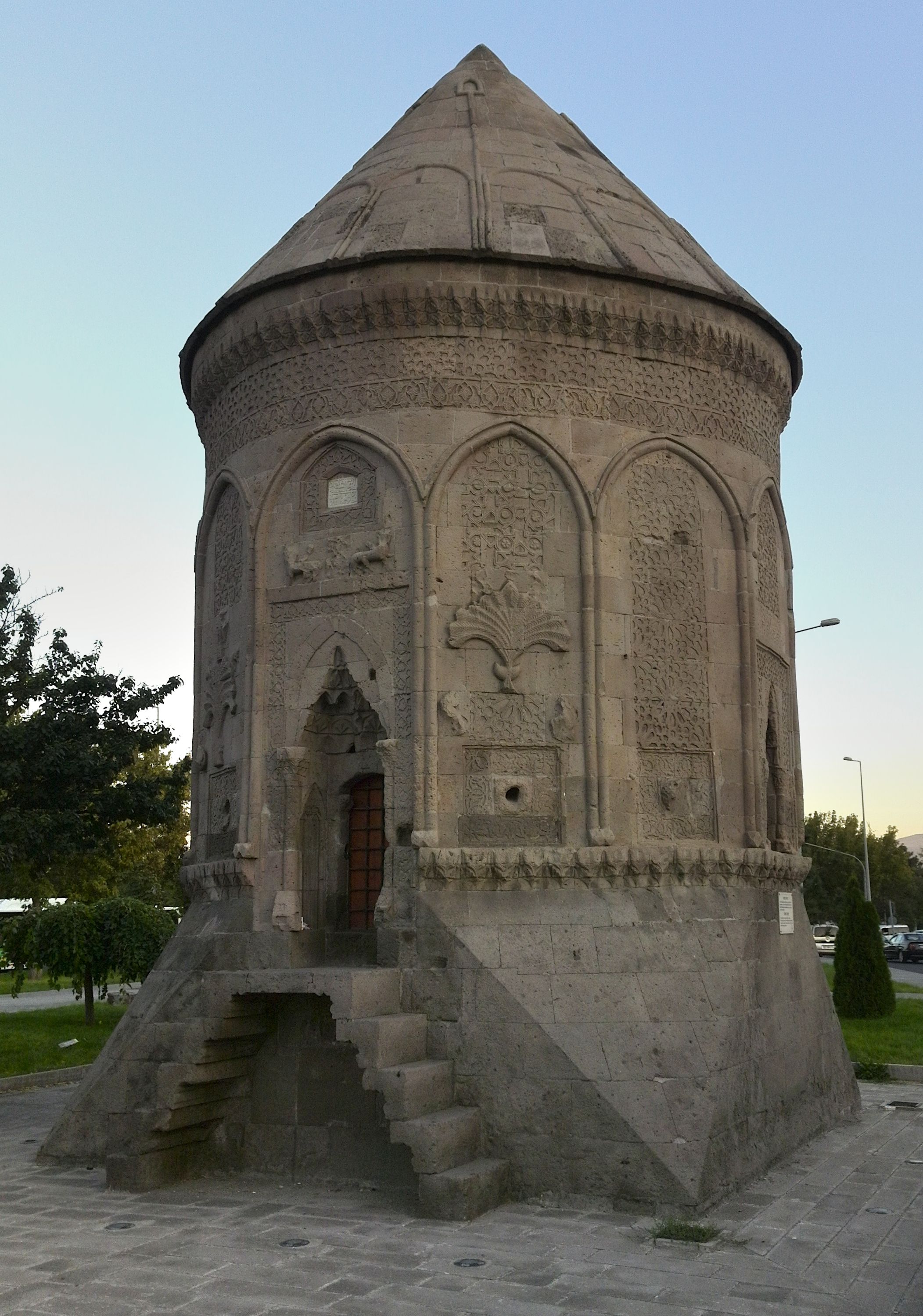
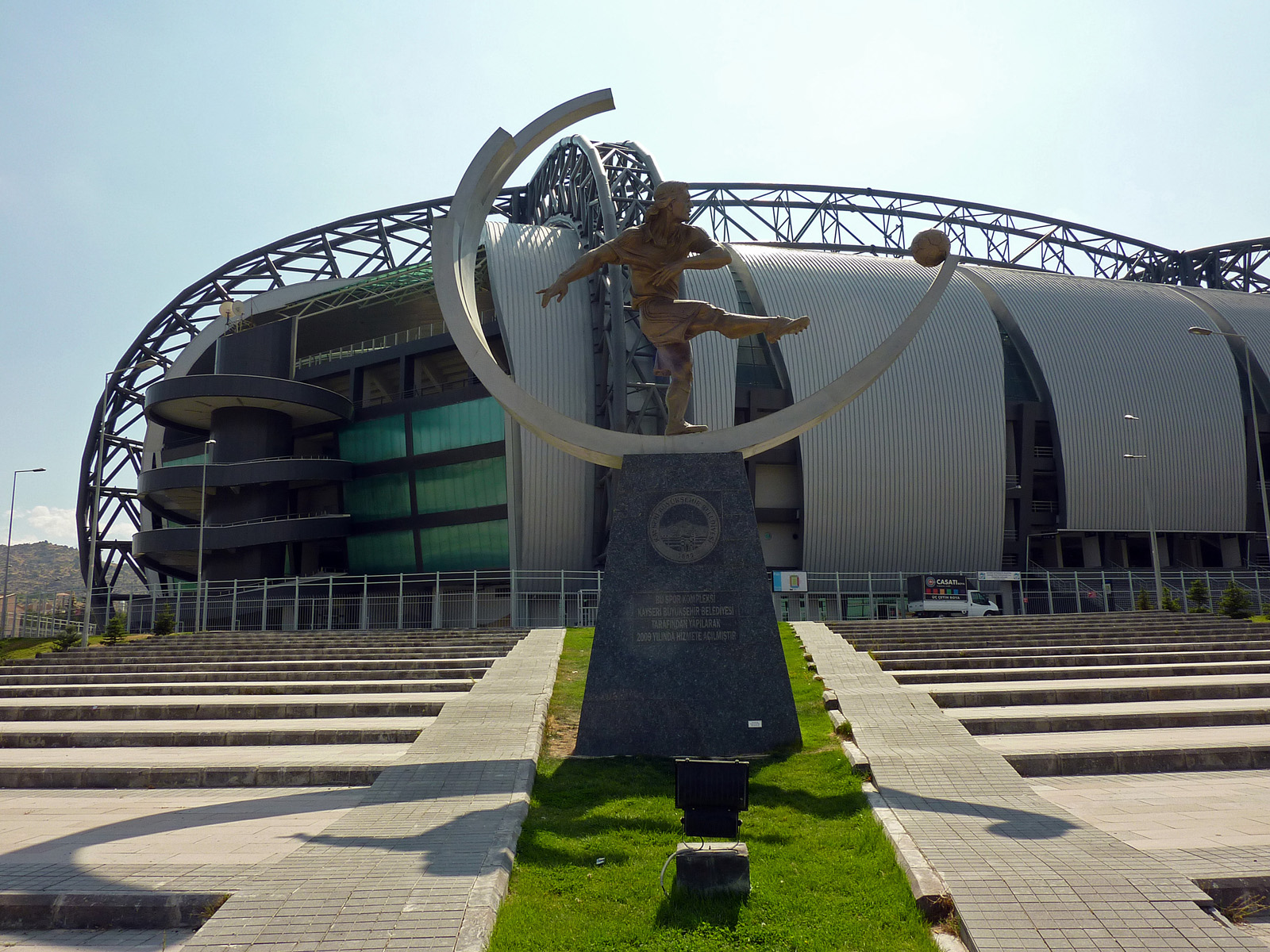
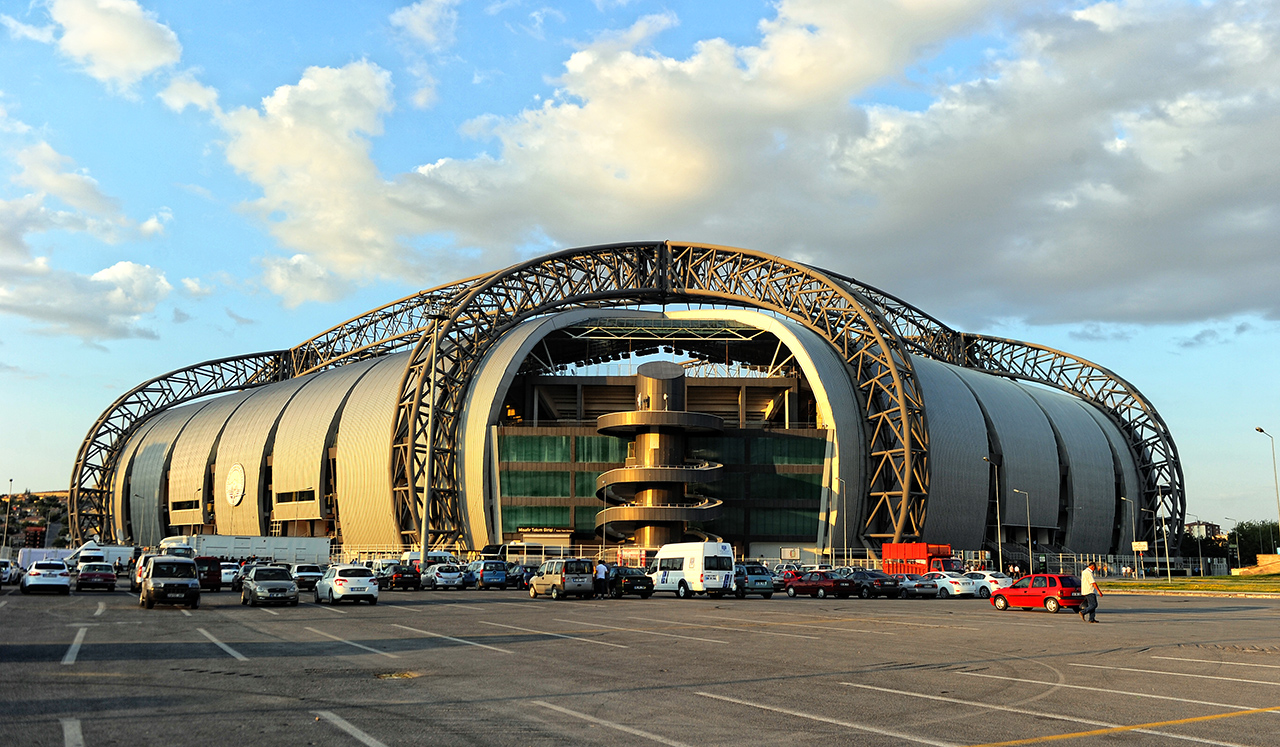
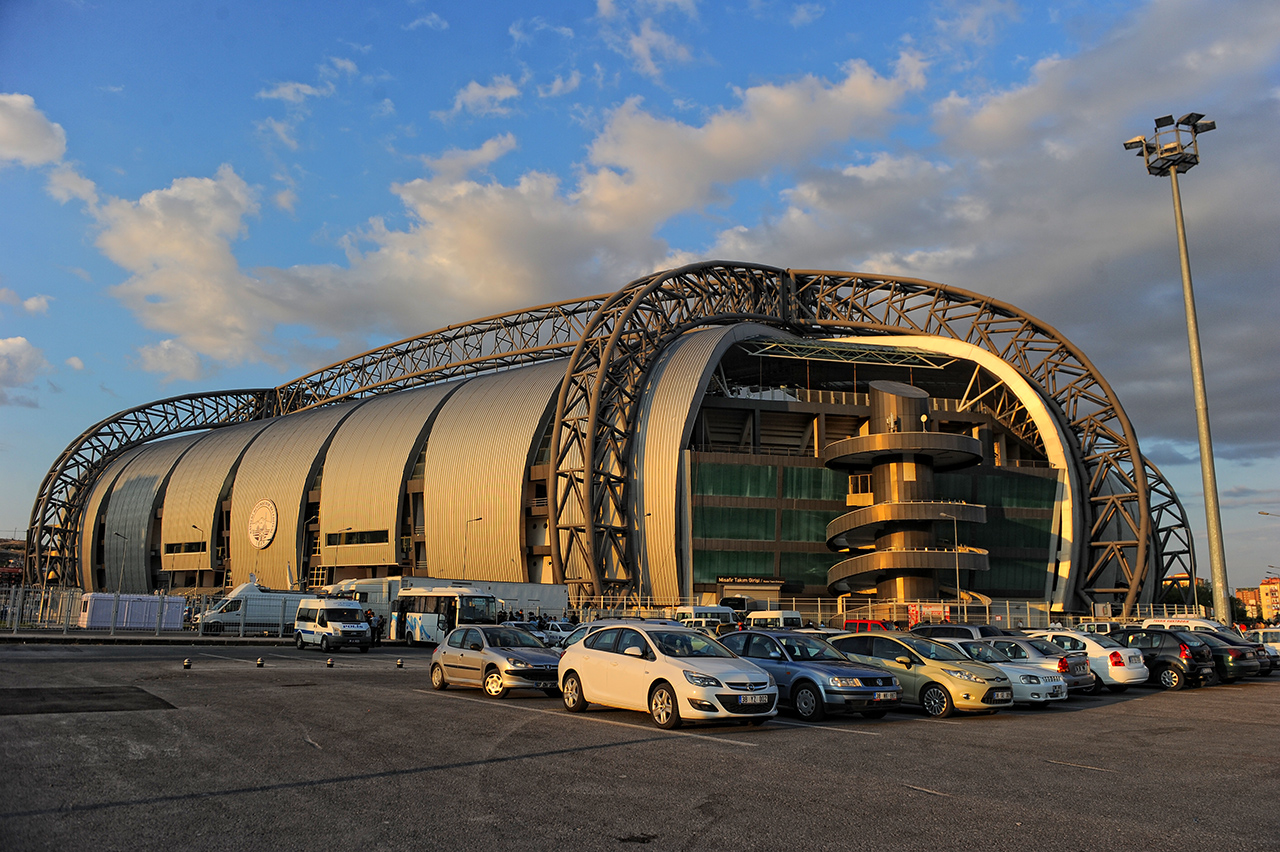
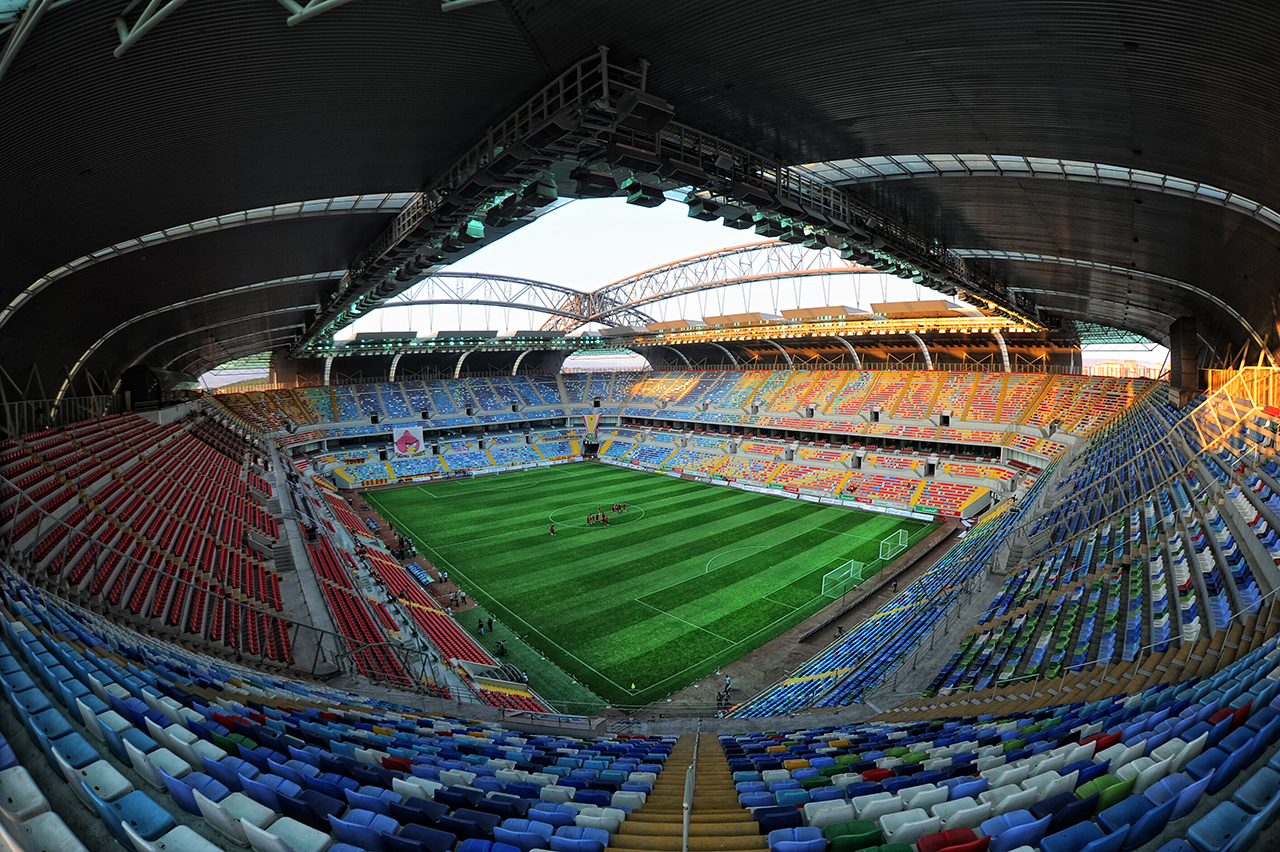
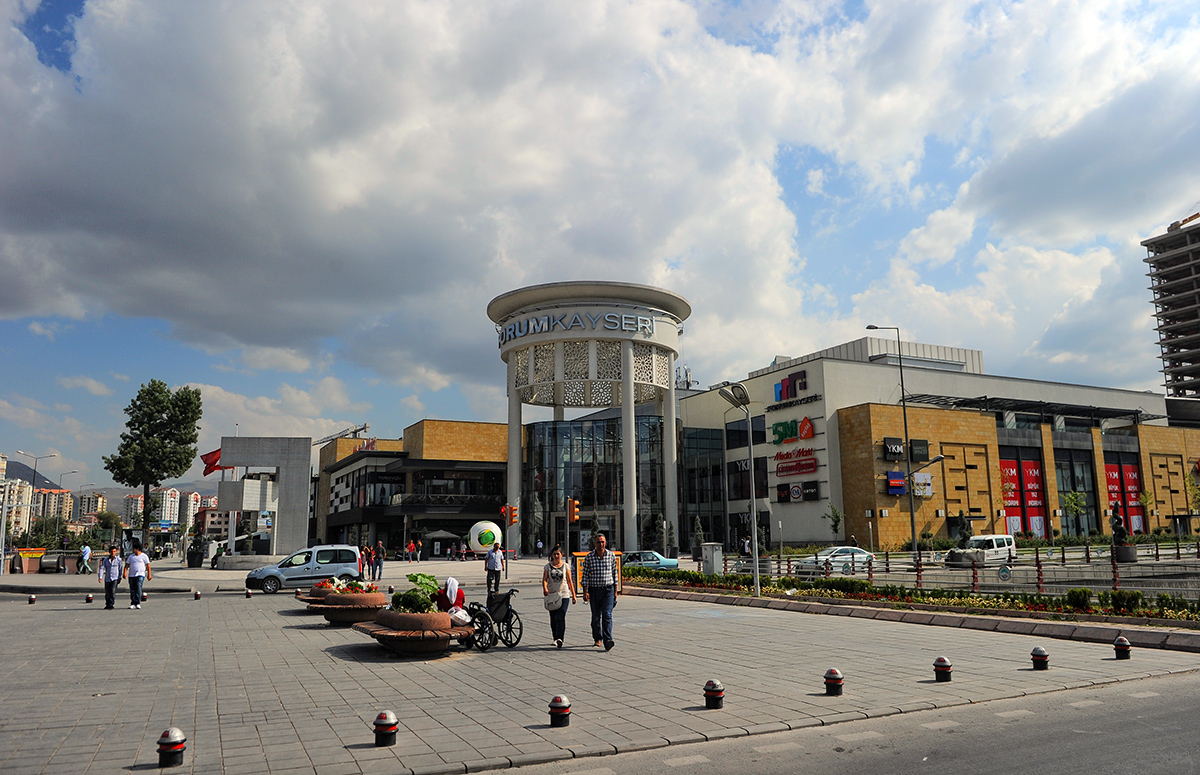
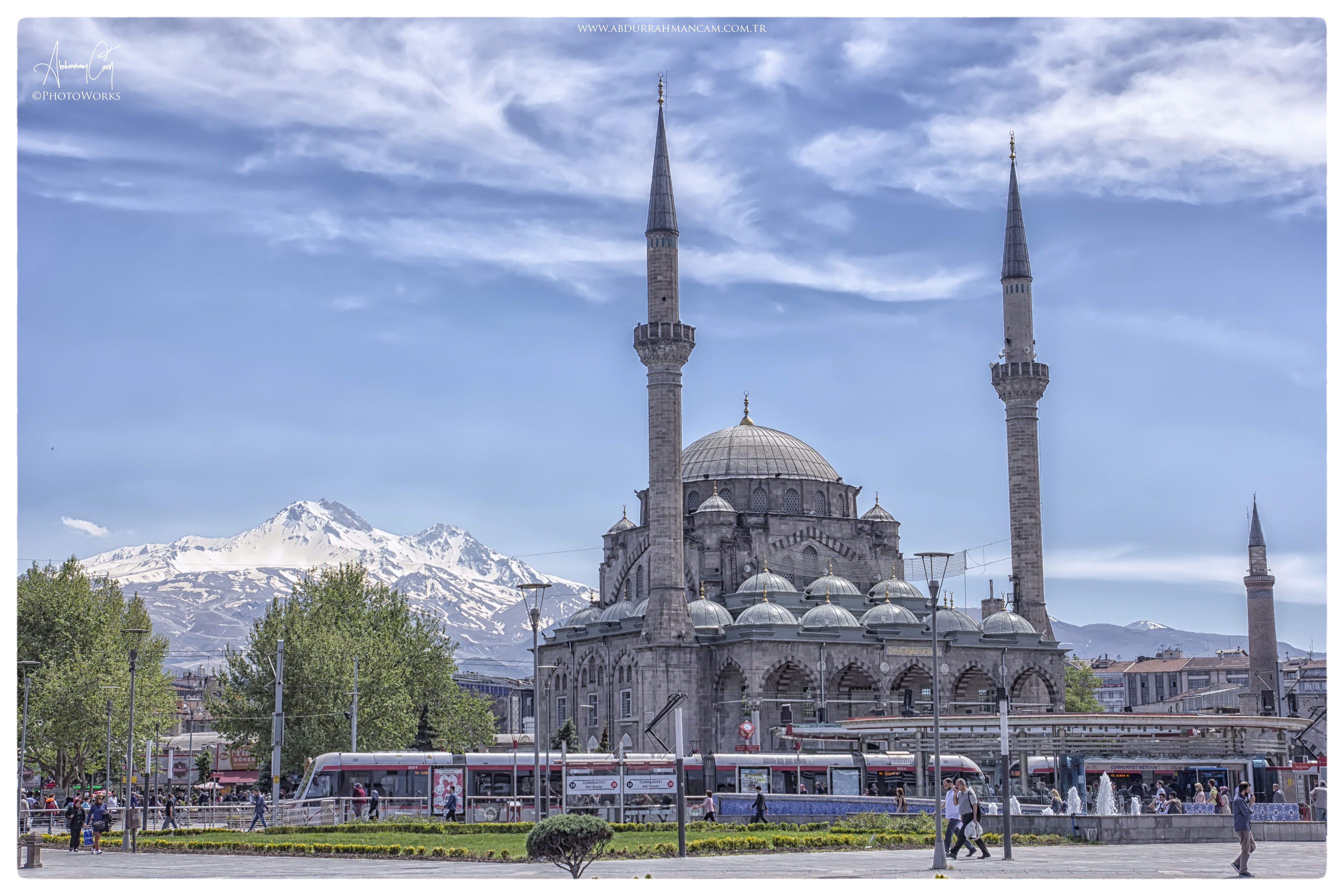
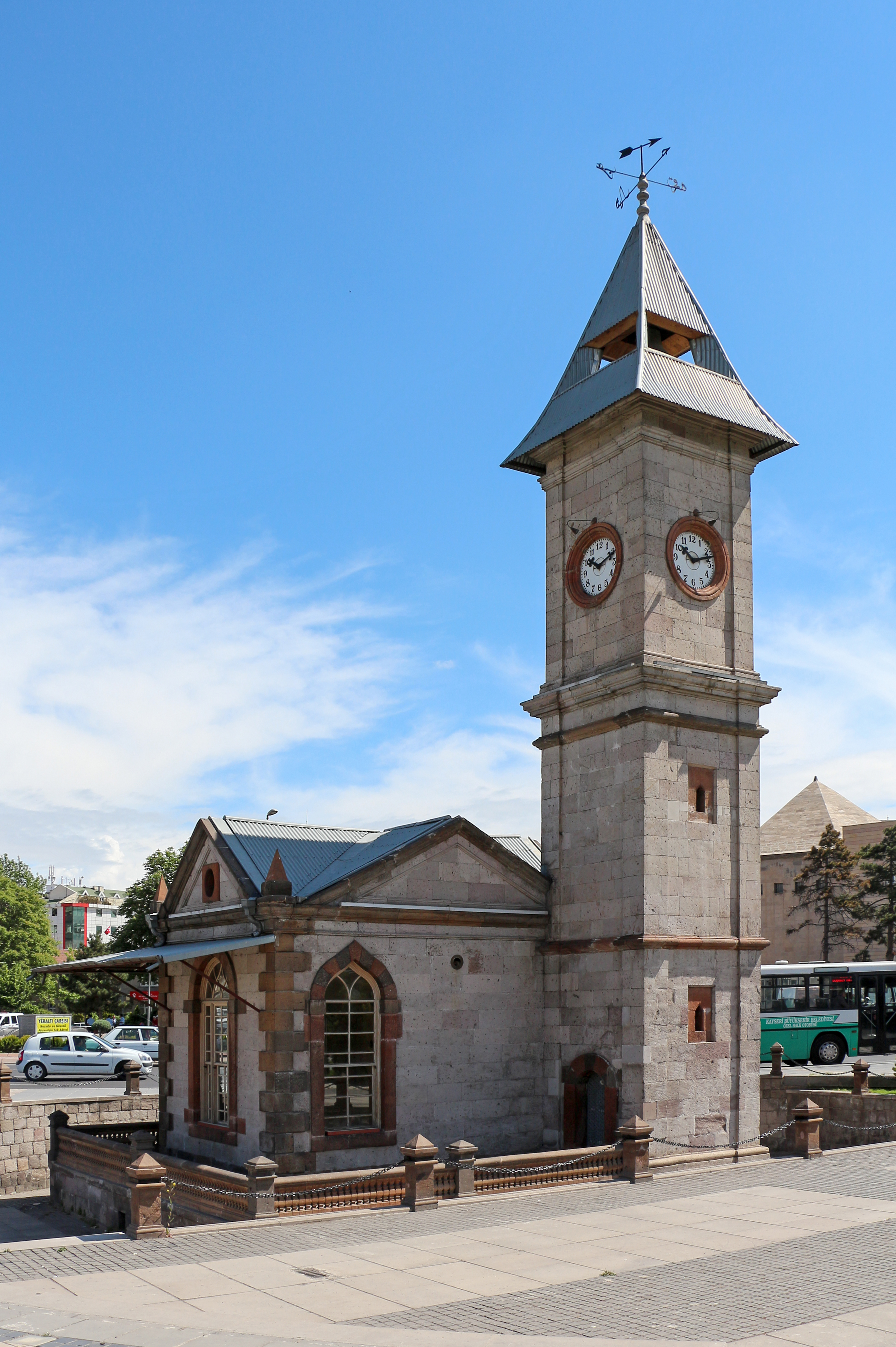
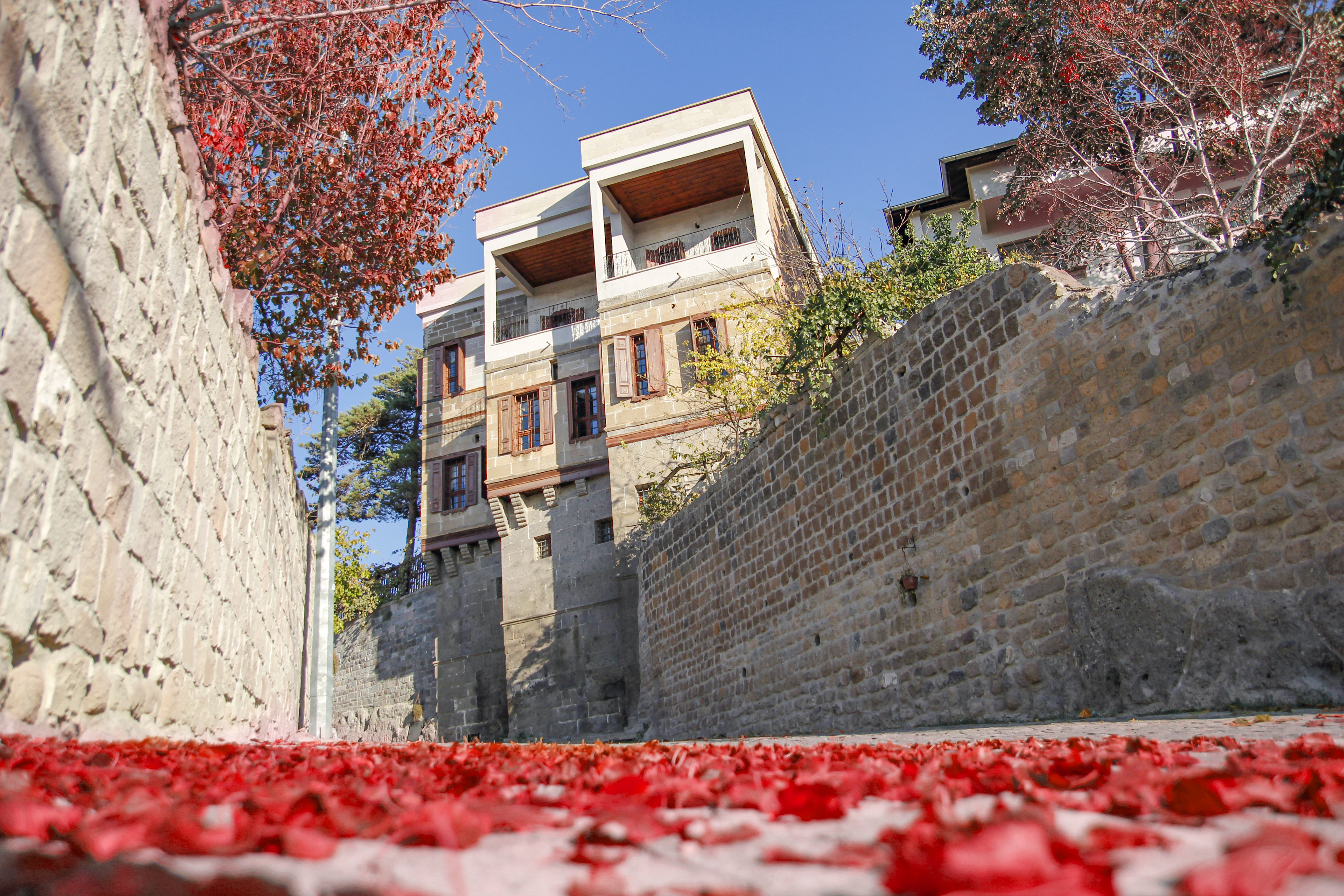
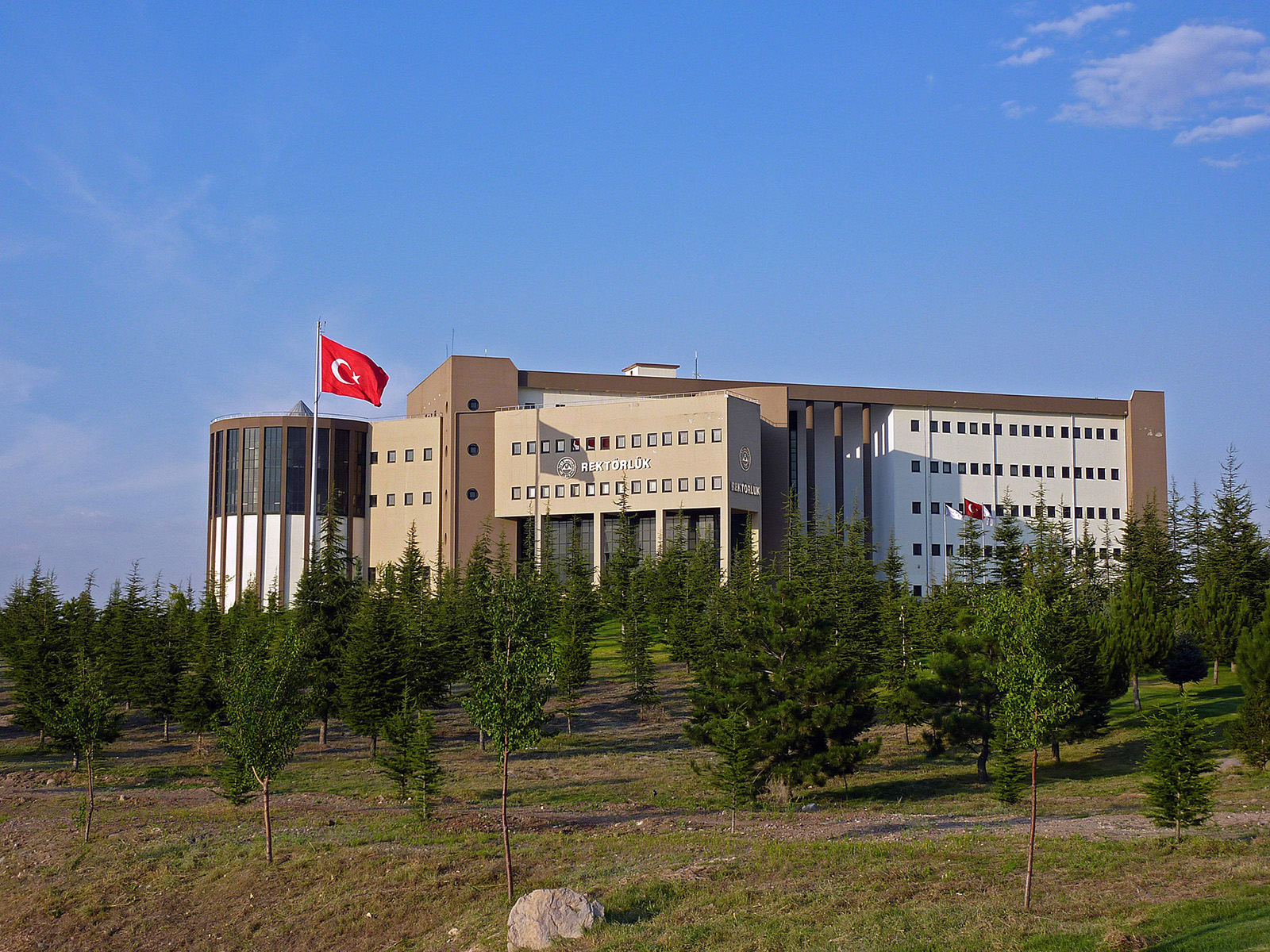
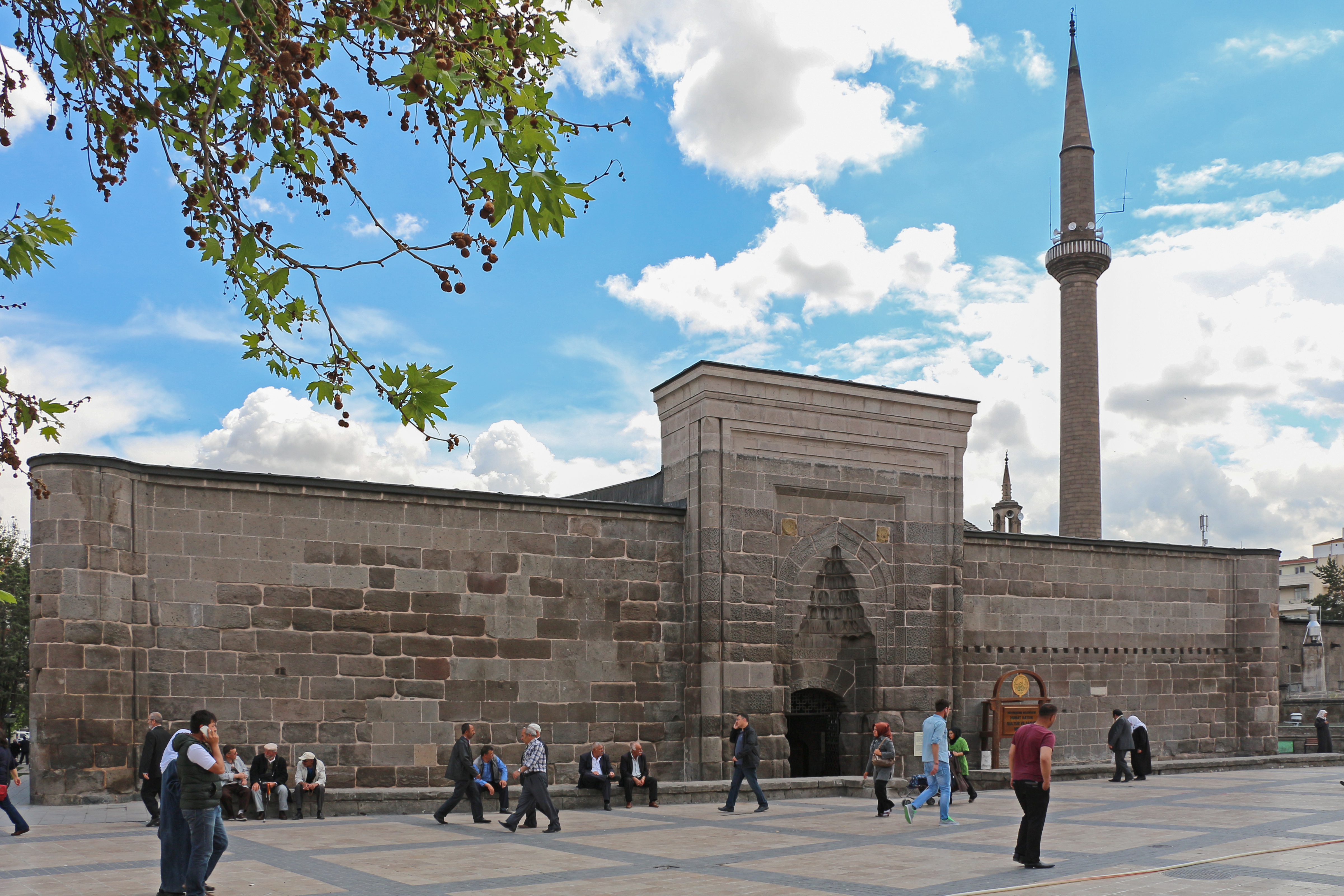
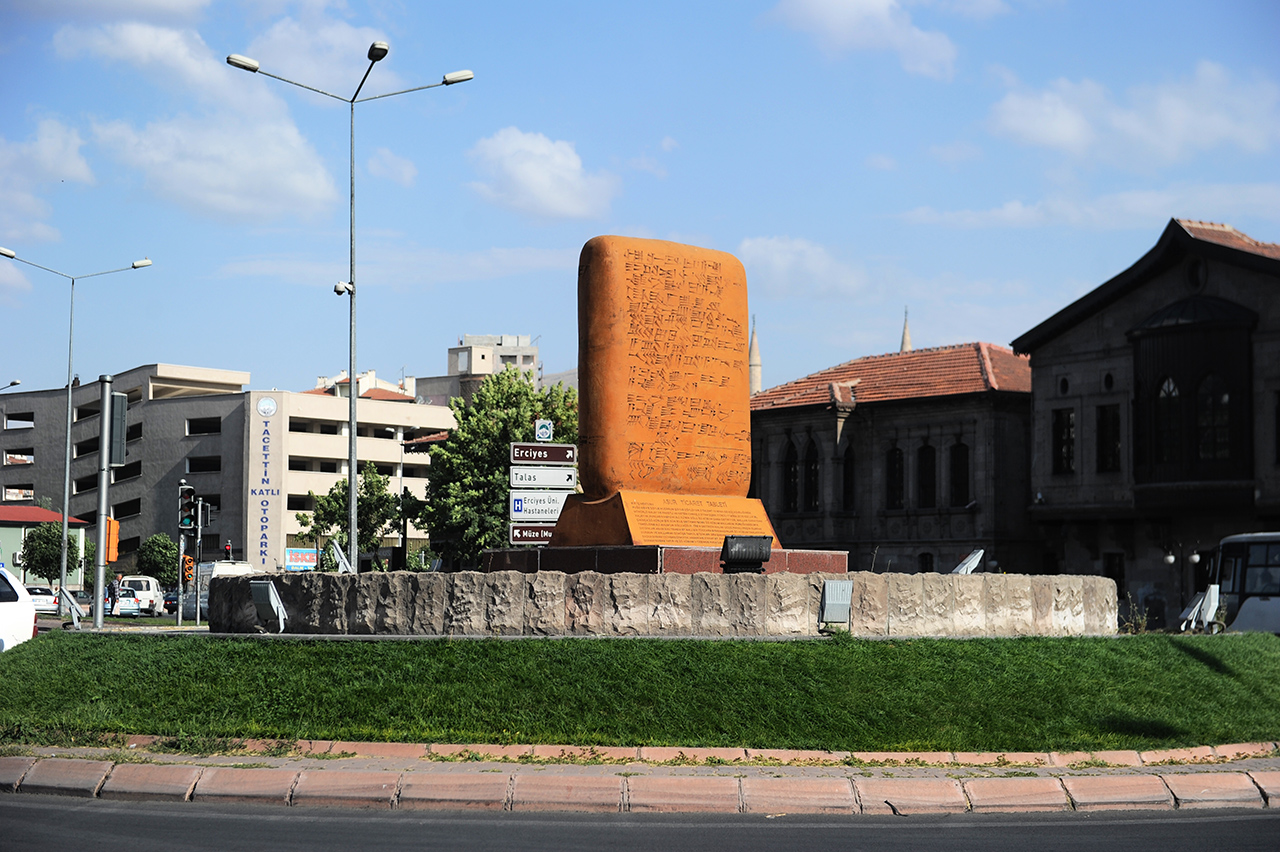
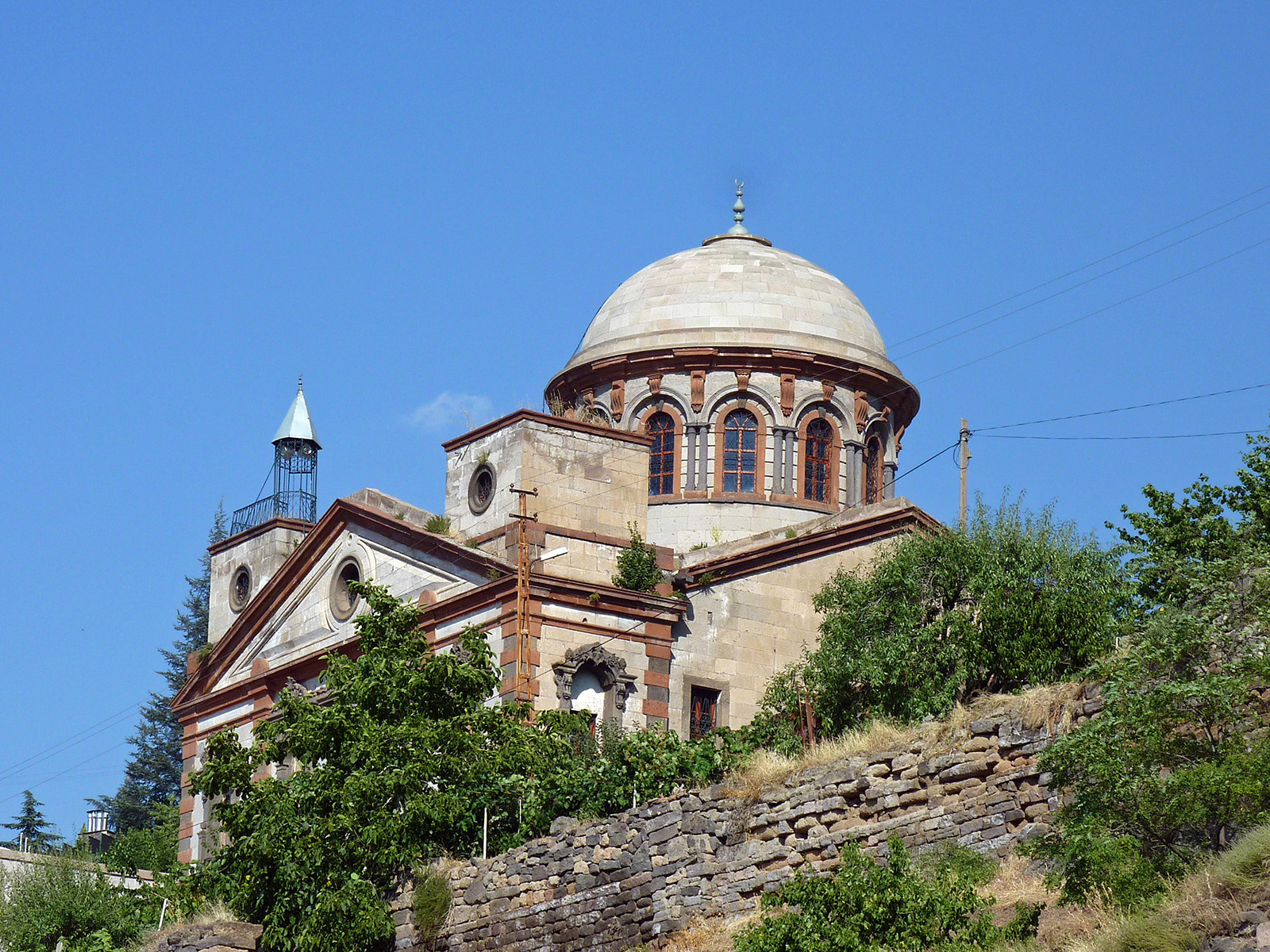
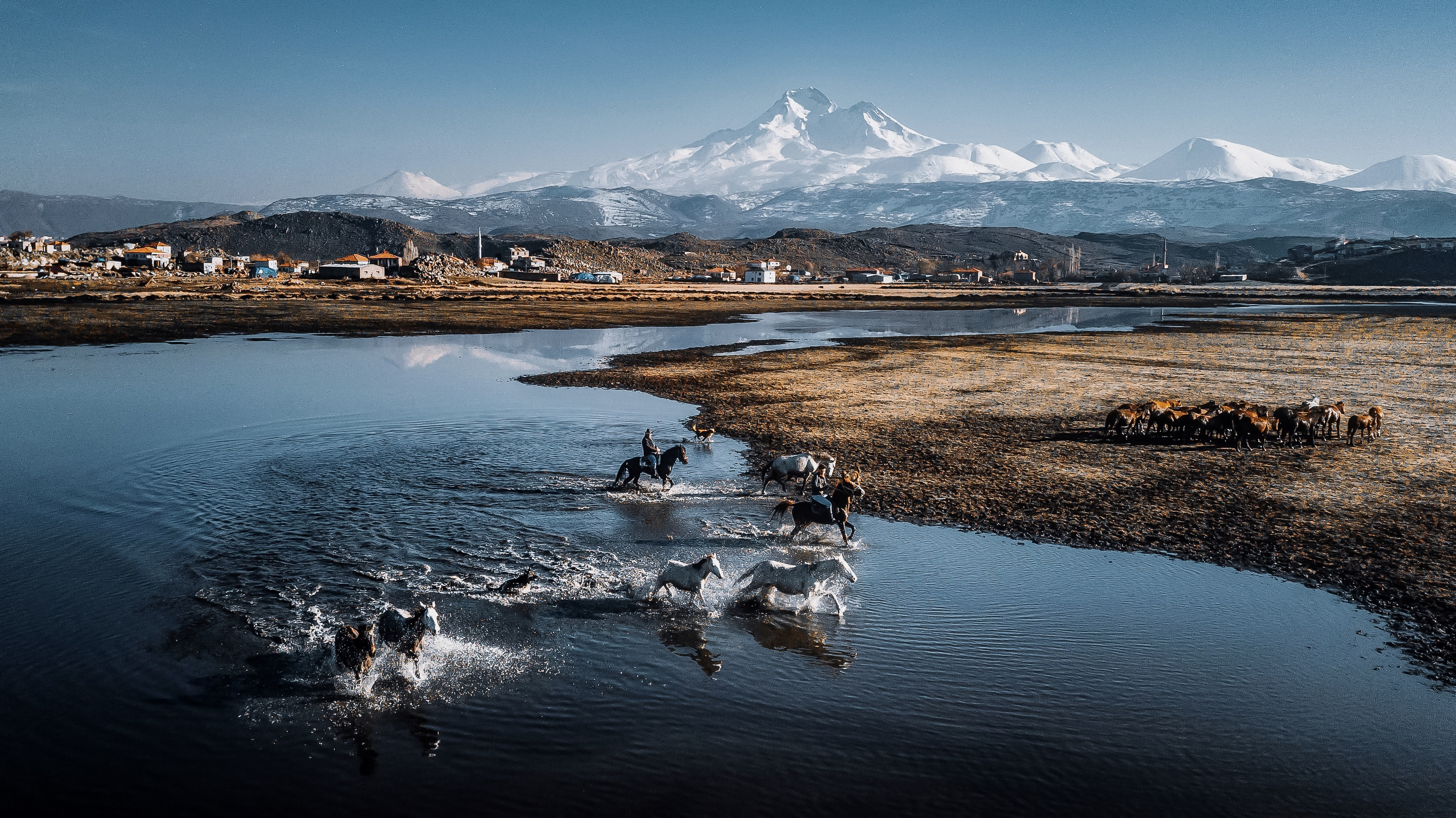
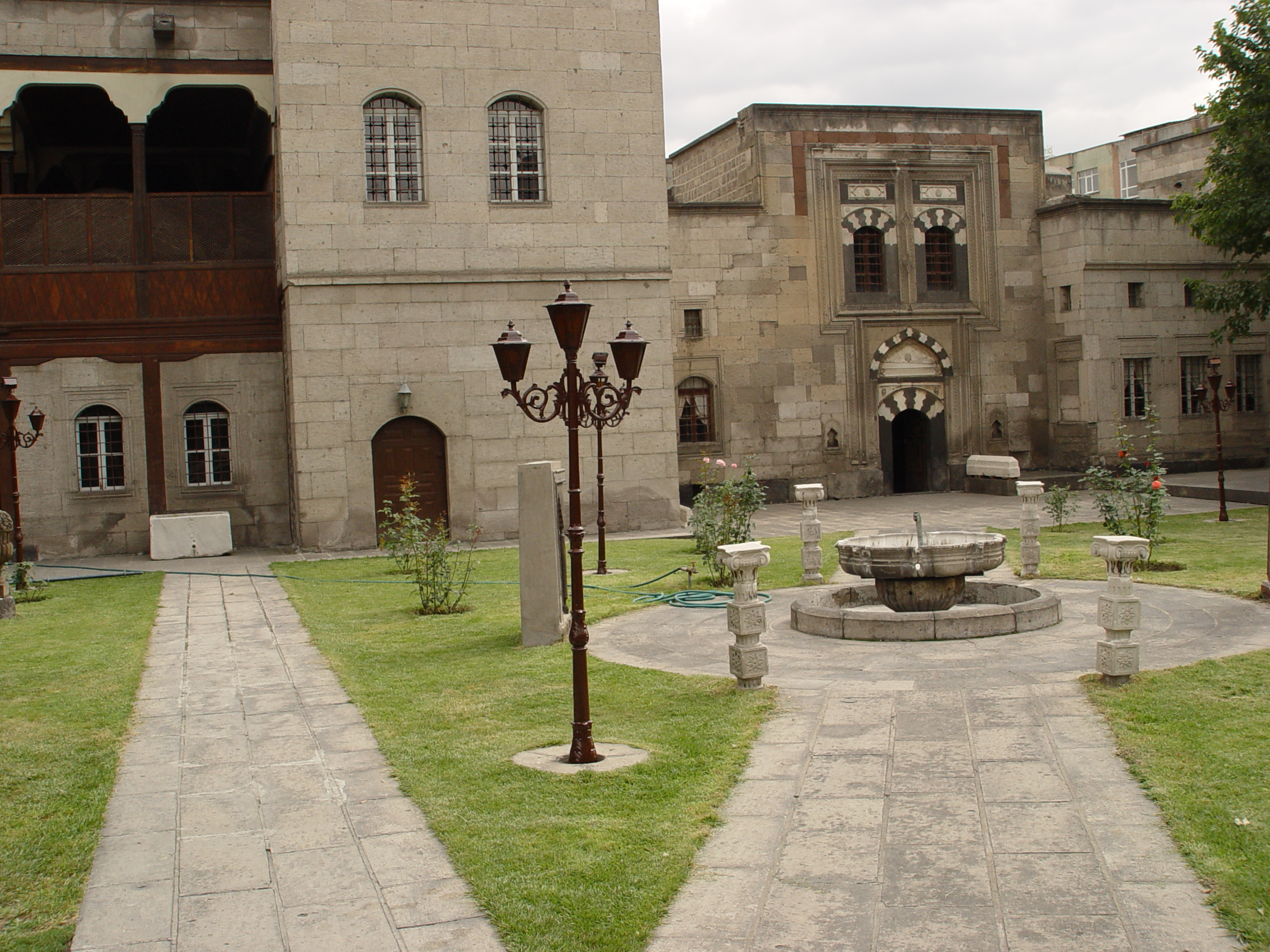